# Ann-Christine Nyström
Ann-Christine Nyström-Silén (Helsinki, 26 luglio 1944 – Danderyd, 5 ottobre 2022) è stata una cantante finlandese.
Ha rappresentato la Finlandia all'Eurovision Song Contest 1966 con il brano Playboy.

## Carriera
Ann-Christine Nyström ha ottenuto un contratto discografico grazie alla vittoria ad un concorso indetto nel 1961 dalla Scandia Records, dove ha presentato la sua versione della canzone tedesca Bei mir bist du schön. L'anno successivo è uscito il suo singolo di debutto, Lalaika, basato su una melodia popolare russa, che l'ha resa popolare in tutta la Finlandia.
Nel 1966 ha partecipato al programma di selezione del rappresentante finlandese all'Eurovision Song Contest. Dopo aver vinto con il suo inedito Playboy, ha preso parte alla finale eurovisiva a Lussemburgo, dove si è piazzata al 10º posto su 18 partecipanti con 7 punti totalizzati.
La cantante ha continuato a pubblicare musica fino al 1969 e ad esibirsi fino al 1973, dopodiché si è ritirata dalla scena musicale. Ha lavorato in una banca di Helsinki fino al suo trasferimento definitivo a Stoccolma nel 1976.

## Discografia

### Raccolte
- 1996 – Lalaika

### EP
- 1962 – Lalaika
- 1962 – Ann Christine

### Singoli
- 1962 – Lalaika/Kun twistataan (con i Four Cats)
- 1962 – Ciribim-ciribom/Mennään tanssimaan
- 1963 – Jos cowboyn tyttö olla saisin/Tämän päivän tyttö
- 1964 – Lätkäheila/Näen silmissäsi taivaan
- 1964 – Meidän yhteinen/Jos käden annat vain (con Johnny)
- 1964 – Olen yksinäinen/Odota en
- 1964 – Comin' Home Baby/Right Now (con The Renegades)
- 1964 – Flipped Over You (con Johnny)
- 1965 – See See Rider/Never Gonna Work
- 1965 – Meren rantaan/Työtä tahdo tehdä en (con The Islanders)
- 1965 – Eksynyt kokonaan oon/Tule mun talooni (con Johnny)
- 1966 – Playboy/Young People
- 1966 – Careless Love/What a Feeling
- 1966 – Heikko kohta/Huolimaton rakkaus
- 1967 – Pata pata/Soita minulle
- 1968 – Anteeks' vaan/Arvaathan ken
- 1969 – Castle of Dreams/See Saw
- 1969 – Vie vaan/Liian monta päivää (con Ulla & Tiina)